# Броды (Псковская область)
Броды — деревня в Опочецком районе Псковской области России.
Входит в состав Варыгинской волости.

## География
Расположена в 16 км к северу от города Опочка, восточнее от волостного центра, деревни Матюшкино.

## Население
| 2000 | 2001 | 2002 | 2010 | 2014 | 2015 | 2016 |
| ---- | ---- | ---- | ---- | ---- | ---- | ---- |
| 66   | →66  | ↘56  | ↘48  | ↗52  | →52  | ↘50  |

Численность населения по состоянию на начало 2001 года составляла 66 жителей.

## История
С 1995 до 2015 года деревня входила в состав ныне упразднённой Матюшкинской волости.